# John Paul Jones (námořní důstojník)
John Paul Jones (narozen jako John Paul, 6. července 1747 – 18. července 1792) byl námořní velitel Námořnictva Spojených států amerických během americké války za nezávislost. Díky svým činům během války proti lodím Britského impéria si vysloužil přezdívku „Otec amerického námořnictva“ (sdílenou s Johnem Barrym a Johnem Adamsem). Na jeho počest bylo pojmenováno několik amerických lodí USS John Paul Jones a USS Paul Jones.
Jones se narodil a vyrůstal ve Skotsku, kde se stal námořníkem. Sloužil jako velitel několika britských obchodních lodí. Poté, co zabil jednoho člena své posádky, uprchl do Virginie. kde se roku 1775 připojil k nově vzniklému Kontinentálnímu námořnictvu a k jeho boji s britským Královským námořnictvem. Velel americkým lodím kotvícím ve Francii a podnikl několik útoků vůči Velké Británii a Irsku. 23. září 1779 porazil britské loďstvo v bitvě u Flamborough Head.
Po roce 1787 se ocitl bez velení, vstoupil proto do řad Ruského imperiálního námořnictva, kde dosáhl hodnosti kontradmirála.